# Assunta Panciatichi
L'Assunta Panciatichi è un dipinto a olio su tavola (362x209 cm) di Andrea del Sarto, databile al 1522-1523 circa e conservato nella Galleria Palatina di Firenze.

## Storia
L'opera venne commissionata da Bartolomeo Panciatichi ("il Vecchio") per un proprio altare nella chiesa di Notre-Dame-de-Confort a Lione, ma una volta completata non partì per la Francia: secondo Vasari un difetto nelle assi che componevano la tavola, sebbene assemblata dall'esperto Baccio d'Agnolo ne interruppe l'esecuzione, ma è più probabile che il cambiamento d'idea fosse dovuto al peggioramento dei rapporti con l'Oltralpe nel 1525-1529.
Venne dunque acquistata dal figlio del committente, quel Bartolomeo "il Giovane" che commissionò poi a Bronzino un suo famoso ritratto e di sua moglie Lucrezia. Nel 1526 Andrea del Sarto ripeté la composizione, per l'Assunta Passerini, che oggi si trova nello stesso museo.
Il Panciatichi regalò la tavola in suo possesso a Jacopo Salviati che lo destinò alla propria Villa di Poggio Imperiale (all'epoca "Villa di Poggio Baroncelli"); il Salviati ebbe poi tutte le sue proprietà confiscate da Cosimo I de' Medici nel 1548, per la sua lotta politica, e nel 1565 il duca fece dono della villa e di tutto quello che conteneva al genero Paolo Giordano Orsini, marito di sua figlia Isabella. Dopo alcuni passaggi di proprietà, tra cui la famiglia Odescalchi, la villa tornò ai Medici nel 1602 e vi si stabilì Maria Maddalena d'Austria, moglie di Cosimo II. Dal 1687 si decise quindi di trasferire la celebre Assunta, oggetto continuo di attenzioni e lodi, tra gli altri anche del giovane Rubens, a palazzo Pitti, dove entrò nelle collezioni del gran principe Ferdinando.
In quell'epoca la tavola venne ingrandita (se ne vedono i segni lungo il bordo superiore della centinatura), per fare pendant con l'Assunta Passerini, nel frattempo pure trasportata a palazzo, dotandole di due cornici uguali. Tale accoppiata è stata mantenuta nell'allestimento ottocentesco della galleria e anche oggi è apprezzabile nella Sala dell'Iliade.
Un errore di Vasari ha a lungo fatto ritenete questa versione la più antica, ma analisi sugli studi preparatori hanno confermato come questa versione sia la più antica, databile non più tardi del 1525, come poi ha accettato e confermato tutta la critica successiva.

## Descrizione e stile
L'opera rinnovò il tema dell'Assunzione della Vergine, con forme più monumentali e un migliore legamento tra metà inferiore, terrestre, e quella superiore, celeste. In basso si vedono infatti gli apostoli che, assiepati attorno al sepolcro vuoto di Maria, ne guardano sorpresi l'ascesa, in alto, su una nube circondata da putti festosi. L'artista collocò due apostoli inginocchiati l centro, riprendendo il tradizionale schema piramidale delle sacre conversazioni, unita a una disposizione a semicerchio degli apostoli già usata, ad esempio, da Raffaello nella Pala degli Oddi. La presenza della grotta del sepolcro a destra però, inusuale in questo soggetto, crea una quinta che guida lo sguardo dello spettatore verso la metà superiore, che appare così meno slegata e lontana. L'attenzione di chi osserva è così in primo luogo attratta dallo sguardo dell'apostolo girato a sinistra e poi dalla macchia rossa del mantello di quello in piedi al centro, per poi essere direzionato, da gesti e sguardi che creano linee di forza, in alto.
I colori sono forti e volutamente stridenti, con effetti ora cangianti, ora smorti, in alcuni punti accesi di riflessi quasi cromati, come nel Tondo Doni di Michelangelo, in altri dolcemente modulati dallo sfumato leonardesco, declinato nell'accezione "sartesca", cioè sabbioso nella consistenza e intenso nel colore.
Maria ha lo sguardo rivolto verso l'alto, verso i bagliori che simboleggiano la luce divina, ed è plasticamente disposta tridimensionalmente, con gambe e braccia liberamente scorciate quasi a sondare lo spazio attorno. Un angioletto lungo l'asse centrale si protende virtuosisticamente verso lo spettatore, indicando agli apostoli la meta dell'ascesa di Maria, mentre ai lati della Vergine si trovano due gruppi simmetrici di giovani angeli tra cui due reggi-tabella alle estremità, dove forse dovevano essere collocate la firma dell'artista e il ricordo del committente e dell'anno di realizzazione, secondo una pratica frequente per opere che venivano inviate altrove, dove la mancata presenza dell'artista non poteva garantire l'"autenticità". Tra questi due putti soprattutto quello di destra mostra un evidente debito con le fisionomie infantili di Pontormo, l'altro artista di spicco nella Firenze dell'epoca.
La forte caratterizzazione delle fisionomie è tipica dell'artista e in anticipo sugli sviluppi dell'arte del XVI secolo. Ciò fa a volte supporre che nei vari personaggi sacri si trovino dei ritratti nascosti: ad esempio l'apostolo inginocchiato che si rivolge verso lo spettatore è stato letto come un possibile autoritratto del pittore.